# CK-Wissen
CK-Wissen (Cluster-Kopfschmerz-Wissen) ist ein deutschsprachiges Wikiprojekt mit Informationen über die Erkrankung Cluster-Kopfschmerz. Cluster-Kopfschmerz (cluster engl. „Gruppe, Häufung“) ist eine primäre Kopfschmerzerkrankung, die sich durch streng einseitige und in Attacken auftretende extrem heftige Schmerzen im Bereich von Schläfe und Auge äußert. Die Bezeichnung „Cluster“ bezieht sich auf die Eigenart dieser Kopfschmerzform, periodisch stark gehäuft aufzutreten, während sich dann für Monate bis Jahre beschwerdefreie Intervalle anschließen können.
CK-Wissen verwendet die MediaWiki Software, ist seit August 2005 online und enthält 328 Artikelseiten (Stand Dezember 2015). CK-Wissen ist unabhängig, nicht kommerziell und werbefrei. Die Artikelseiten werden gemeinnützig und ehrenamtlich von Patienten und anderen Autoren erstellt und gepflegt. Jeder Interessierte kann daran mitwirken. Die Finanzierung des Projektes erfolgt privat durch Cluster-Kopfschmerz-Betroffene, es gibt keine Sponsoren.
Die Inhalte von CK-Wissen unterliegen, soweit nicht anders gekennzeichnet, den Bedingungen der Lizenz „Creative Commons, Namensnennung, Weitergabe unter gleichen Bedingungen 3.0 Unported (CC BY-SA 3.0)“ und dürfen frei kopiert und verbreitet werden. Hinweise zur Sauerstoffbehandlung bei Cluster-Kopfschmerz und zur nasalen Behandlung von Cluster-Kopfschmerz-Attacken mit Lidocain aus dem CK-Wissen Wiki wurden in gekürzter Form von der Deutschen Migräne- und Kopfschmerz-Gesellschaft übernommen.
Mittels der Funktion „Buch erstellen“ können die CK-Wissen Wikiseiten als Individualbuch im Book-on-Demand-Verfahren gedruckt oder im Portable Document Format oder im OpenDocument Format exportiert werden. Es gibt verschiedene vorbereitete Buchversionen („gespeicherte Bücher“) mit einem Vorwort des Kopfschmerzexperten Arne May.
CK-Wissen befolgt die Prinzipien für zuverlässige medizinische Informationen der Health On the Net Foundation und ist seit August 2006 HONcode akkreditiert. In der Orphanet Datenbank für seltene Krankheiten wird CK-Wissen als Patientenorganisation mit den Schwerpunkten Cluster-Kopfschmerz, paroxysmale Hemikranie und SUNCT-Syndrom geführt. In den Leitlinien für Diagnostik und Therapie in der Neurologie der Deutschen Gesellschaft für Neurologie wird CK-Wissen unter „Selbsthilfegruppen“ genannt. Im Dezember 2014 wurde CK-Wissen als eines von drei Beispielen für Selbsthilfearbeit im Internet in einer Broschüre der Nationalen Kontakt- und Informationsstelle zur Anregung und Unterstützung von Selbsthilfegruppen (NAKOS) erwähnt.